# Aluniș, Prahova
Aluniș (mai vechi, Strâmbenii Bărcănescului) este satul de reședință al comunei cu același nume din județul Prahova, Muntenia, România.
Așezarea este atestată documentar în anul 1612.
 Acest articol despre o localitate din județul Prahova este deocamdată un ciot. Puteți ajuta Wikipedia prin completarea lui.